# ペッチャブーン県

ペッチャブーン県
จังหวัดเพชรบูรณ์

- この項目は英語版を元に作成されています。

ペッチャブーン県（ペッチャブーンけん、タイ語: จังหวัดเพชรบูรณ์）はタイ・北部にある県（チャンワット）の一つ。ルーイ県、コーンケン県, チャイヤプーム県、ロッブリー県、ナコーンサワン県、ピチット県、ピッサヌローク県と接する。

## 地理
ペッチャブーン市内は山に囲まれた肥沃なパーサック川の流れる盆地にある。
タイ国民から「タイのスイス」と呼ばれる高原地帯で、カオコー・ナムナオなどの国立公園が点在する。
毎年1月は、タマリンド（タイ語：マカーム）の収穫時期にあたり、ペッチャブーン産のマカーム・シー・トーンの品種は有名である。この時期スイート・タマリンド（マカーム・ワーン）の収穫を祝う祭りも開催される。

### 気候
盆地に位置するため、乾季の昼間は非常に暑くなる。とくに4月はタイのなかでも一番暑くなる地域の一つで、平均最高気温が37.3℃にもなる。雨季はおおよそ5〜10月中ごろまでの年が多い。
| ペッチャブーン (1981–2010)の気候                                                     | ペッチャブーン (1981–2010)の気候 | ペッチャブーン (1981–2010)の気候 | ペッチャブーン (1981–2010)の気候 | ペッチャブーン (1981–2010)の気候 | ペッチャブーン (1981–2010)の気候 | ペッチャブーン (1981–2010)の気候 | ペッチャブーン (1981–2010)の気候 | ペッチャブーン (1981–2010)の気候 | ペッチャブーン (1981–2010)の気候 | ペッチャブーン (1981–2010)の気候 | ペッチャブーン (1981–2010)の気候 | ペッチャブーン (1981–2010)の気候 | ペッチャブーン (1981–2010)の気候 |
| 月                                                                                   | 1月                              | 2月                              | 3月                              | 4月                              | 5月                              | 6月                              | 7月                              | 8月                              | 9月                              | 10月                             | 11月                             | 12月                             | 年                               |
| ------------------------------------------------------------------------------------ | -------------------------------- | -------------------------------- | -------------------------------- | -------------------------------- | -------------------------------- | -------------------------------- | -------------------------------- | -------------------------------- | -------------------------------- | -------------------------------- | -------------------------------- | -------------------------------- | -------------------------------- |
| 平均最高気温 °C （°F）                                                               | 32.3 (90.1)                      | 34.7 (94.5)                      | 36.6 (97.9)                      | 37.3 (99.1)                      | 35.0 (95)                        | 33.5 (92.3)                      | 32.7 (90.9)                      | 32.1 (89.8)                      | 32.3 (90.1)                      | 32.2 (90)                        | 31.9 (89.4)                      | 31.0 (87.8)                      | 33.47 (92.24)                    |
| 平均最低気温 °C （°F）                                                               | 17.6 (63.7)                      | 19.9 (67.8)                      | 22.5 (72.5)                      | 24.6 (76.3)                      | 24.8 (76.6)                      | 24.7 (76.5)                      | 24.3 (75.7)                      | 24.2 (75.6)                      | 24.0 (75.2)                      | 23.1 (73.6)                      | 20.4 (68.7)                      | 17.3 (63.1)                      | 22.28 (72.11)                    |
| 雨量 mm （inch）                                                                     | 5.6 (0.22)                       | 16.1 (0.634)                     | 47.9 (1.886)                     | 76.0 (2.992)                     | 162.8 (6.409)                    | 161.7 (6.366)                    | 148.8 (5.858)                    | 199.0 (7.835)                    | 205.7 (8.098)                    | 90.4 (3.559)                     | 11.6 (0.457)                     | 7.8 (0.307)                      | 1,133.4 (44.621)                 |
| 平均降雨日数 （≥1 mm）                                                               | 1                                | 2                                | 4                                | 7                                | 15                               | 17                               | 18                               | 21                               | 18                               | 11                               | 3                                | 1                                | 118                              |
| % 湿度                                                                               | 66                               | 63                               | 63                               | 67                               | 77                               | 80                               | 82                               | 85                               | 85                               | 80                               | 73                               | 68                               | 74.1                             |
| 出典：Thai Meteorological Department (Normal 1981-2010), (Avg. rainy days 1961-1990) |                                  |                                  |                                  |                                  |                                  |                                  |                                  |                                  |                                  |                                  |                                  |                                  |                                  |

## 歴史
昔はクメール王朝の地方都市でもあった。シーテープ歴史公園は11世紀のクメール王朝の遺産である。
20世紀はロムサック県はペッチャブーンに編入された。この編入により、昔のタイの州制度（モントン）下では一県が一つの州を形成する珍しい型になった。一県一州という特徴により、後の1915年（タイ仏暦2458年）のモントン解体でも最初に解体された県となった。
山脈にあることから、第二次世界大戦、ピブーンソンクラーム首相のときに、連合国軍のバンコク空襲が激しかったため、一時首都を移転する計画がなされ、ペッチャブーンにその白羽の矢が立ったこともある。
冷戦時には、コー山などの山岳地帯にラオスや中国と行動を共にする少数民族の共産主義ゲリラが潜伏し、政府と衝突した。現在でも山奥に当時のゲリラの小屋跡が残る。コー山頂のゲリラ掃討の旧前線基地跡(現在では記念公園)には撃墜された偵察機やヘリ、被弾した装甲車などが展示してあり、当時の衝突を物語っている。
1976年9月12日、ムアン村で鉄砲水が発生。死者、行方不明者39人。

## 県章

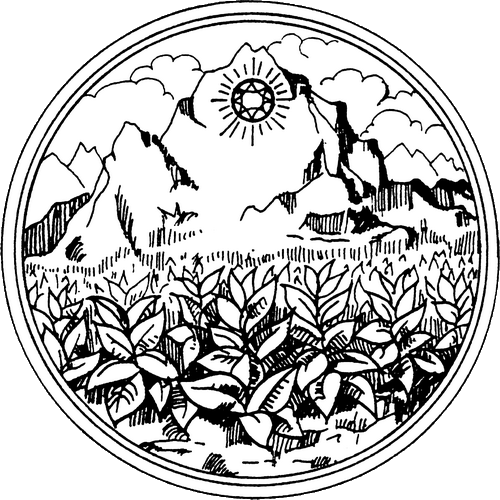
県章

|  | 県名に由来するダイヤモンドと、県の主要農産物であるタバコがデザインされている。 県木はタマリンドである。 |

## 行政区
ペッチャブーン県は11の郡（アムプー）に分かれ、その下に117の町（タムボン）と、1,261の村（ムーバーン）がある。
| ペッチャブーン県の郡 | 1. ムアンペッチャブーン郡 2. チョンデーン郡 3. ロムサック郡 4. ロムカオ郡 5. ウィチエンブリー郡 6. シーテープ郡 7. ノーンパイ郡 8. ブンサームパン郡 9. ナムナーオ郡 10. ワンポーン郡 11. カオコー郡 |